# 鵜飼裕之
鵜飼 裕之（うかい ひろゆき、1954年3月5日 - ）は、日本の工学者。専攻は制御工学、電力システム工学。名古屋工業大学学長を経て、愛知東邦大学学長、ASTI取締役、トーエネック取締役。

## 人物・経歴
愛知県名古屋市出身。愛知教育大学附属名古屋中学校の受験に不合格となり、公立中学校、愛知県立旭丘高等学校、1年間の大学受験浪人生活を経て、1977年名古屋工業大学工学部計測工学科卒業。
1979年名古屋工業大学大学院工学研究科計測工学専攻修士課程修了。1980年大阪大学大学院中退、名古屋工業大学助手。1994年名古屋工業大学博士（工学）。1996年名古屋工業大学講師。1998年名古屋工業大学助教授。2005年名古屋工業大学教授。2007年名古屋工業大学情報工学専攻長。
2009年名古屋工業大学創成シミュレーション工学専攻長。2010年名古屋工業大学副学長。2011年名古屋工業大学次世代自動車工学教育研究センター長。2013年名古屋工業大学留学生センター長。2014年名古屋工業大学学長。2018年再任。専門は制御工学、電力システム工学。2020年愛知東邦大学副学長、愛知東邦大学経営学部教授、東邦学園理事。2021年愛知東邦大学学長、ASTI取締役（監査等委員）
。2022年トーエネック取締役。
名古屋市立大学経営審議会委員、愛知教育大学経営協議会委員、九州工業大学経営協議会委員、堀科学芸術振興財団評議員、中部経済同友会常任幹事、日本ガイシ留学生基金評議員、科学技術交流財団顧問、中部電気利用基礎研究振興財団評議員、豊田理化学研究所理事、CBCテレビ番組審議会委員等も歴任した。

## 受賞・栄典
- 電気学会上級会員（2004年度）[18]
- 電気設備学会論文賞（2006年）[19]
- 電気設備学会部門賞（学術部門，論文奨励賞）（2009年）[19]
- 電気設備学会部門賞（学術部門，論文賞）（2011年）[19]